# Big Brother (Estados Unidos)
Big Brother es un programa de telerrealidad estadounidense emitido por CBS basado en el programa homónimo de origen neerlandés creado por el productor John de Mol en 1997. El primer programa de la versión estadounidense fue emitida el 5 de julio de 2000 y es, actualmente, la adaptación más larga de la franquicia de Big Brother hasta la fecha, habiendo pasado a la versión española tras su descontinuación. 
El programa sigue, en general, la premisa de otras versiones del formato, en el que un grupo de participantes viven juntos en una casa, aislados del mundo exterior, por un premio en efectivo de 500 000 dólares (o 750 000 dólares desde la vigesimotercera temporada en adelante). Los participantes son constantemente vigilados durante su estadía en la casa por cámaras de televisión en directo, así como micrófonos personales. A través de la competencia, los participantes son expulsados de la casa por medio de votos. En su primera temporada, en la que se seguía el formato neerlandés, los índices de audiencia disminuyeron y la recepción negativa fue en ascenso, lo que hizo que el formato fuera renovado para su segunda temporada, que se enfocó más en aspectos competitivos y del juego en sí.
Han sido emitidas 27 temporadas, y actualmente se transmite por CBS la vigesimoséptima temporada, que comenzó el 10 de de julio de 2025.

## Historia

### El ciclo

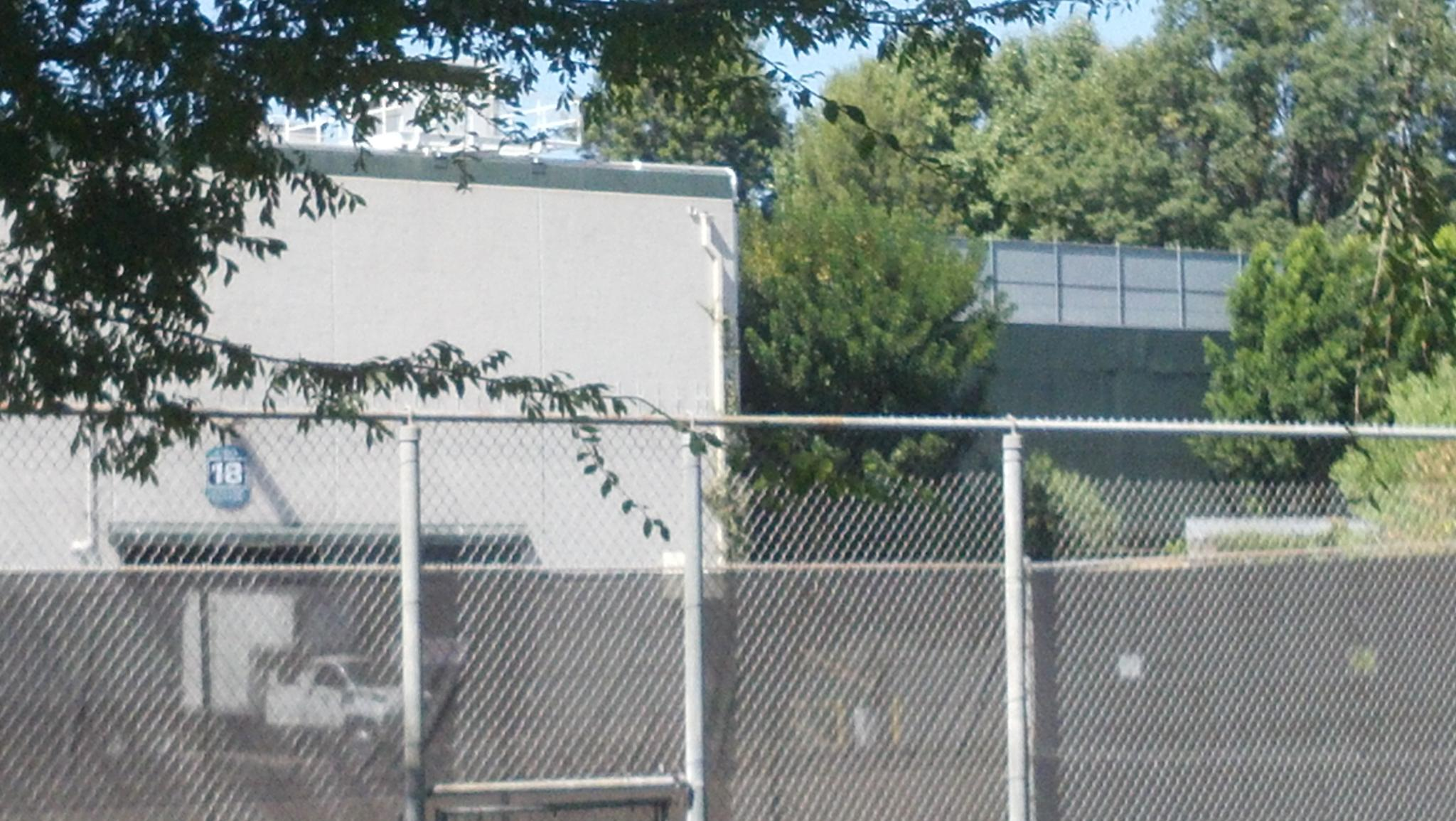
Vista del CBS Studio Center, donde se encuentra la casa.

El formato fue comprado por CBS al principio del 2000 por una suma estimada de 20 millones de dólares. El primer programa fue emitido el 5 de julio de 2000, cuando los diez participantes originales entraron a la casa. Desde su inicio, el programa fue conducido por la personalidad de televisión Julie Chen Moonves. Es producido por Allison Grodner y Rich Meehan para Fly on the Wall Entertainment y Endemol Shine North America. El éxito de este programa ha dado lugar a varios spin-offs. Las temporadas se emiten una vez al año en el verano, excepto la 9.ª temporada, que fue emitida en la primavera del 2008, y la serie derivada digital Over The Top, emitido en el otoño de 2016. El programa cuenta con 855 episodios actualmente, y ha tenido a un total de 304 participantes en todas sus temporadas. 
Desde el momento en el que entran a la casa, los participantes deben seguir las reglas; estos participantes pueden, en cualquier momento, retirarse de la casa de manera voluntaria o ser forzosamente descalificados de la competencia en el caso de romper las reglas, como exhibir comportamiento violento o inadecuado. 
Dos spin-offs de Big Brother han sido emitidos. En octubre de 2016, CBS emitió un spin-off digital, Big Brother: Over The Top, como una serie original en CBS All Access, que a diferencia de la serie televisada, fue emitida exclusivamente en línea como una temporada más corta, de diez semanas. 
El segundo spin-off, Celebrity Big Brother, tuvo su primera emisión en CBS el 7 de febrero de 2018. Tras la primera temporada, Celebrity Big Brother fue renovado para una segunda temporada que se estrenó el 21 de enero de 2019. El 1 de enero de 2020, CBS anunció la descontinuación de este spin-off. Sin embargo, en septiembre de 2021 CBS anunció que la edición de celebridades de Big Brother volvería por una tercera temporada a estrenarse el 2 de febrero de 2022. 

## Formato
Big Brother es un programa de concursos en el que un grupo de participantes (HouseGuests en inglés) viven en una "casa" construida específicamente para este programa (en realidad, es un set construido en el estudio 18 de CBS desde la 6.ª temporada), constantemente siendo vigilados por cámaras de video y micrófonos. Mientras están dentro de la casa, los participantes están completamente aislados del mundo exterior (es decir, no se les permite tener contacto con personas de fuera de la casa), aunque esta regla podría ser quebrantada por razones médicas o una muerte familiar (por ejemplo cuando se les informó a los participantes sobre los atentados del 11 de septiembre de 2001, en el que la familiar de una de las participantes había fallecido).
El formato de esta serie de televisión es principalmente visto como un experimento social, que requiere que los participantes interactúen con otras personas con ideas, creencias y prejuicios diferentes. Aunque están encerrados en la casa, los participantes son libres de abandonar el juego, aunque no se les permite volver a entrar a la casa una vez tomada la decisión. Si un participante rompe las reglas del juego, podrían ser descalificados del juego y expulsados forzosamente de la casa. Los participantes compiten por un premio de 500 000 dólares (o 750 000 dólares desde la 23.ª temporada).

### Temporada 1
En la temporada de estreno, el formato del programa se parecía a la versión original neerlandesa, un formato adoptado por muchas versiones alrededor del mundo. Como el formato del programa enfatizaba la premisa del experimento social, los aspectos competitivos eran minimizados. Los participantes no competían por poder o inmunidad en la casa, y el proceso de nominación no era discutido entre los participantes.
Cada dos semanas, cada participante participaba de una votación obligatoria de nominación, en la que cada participante, en secreto, nominaba a dos personas, dando razones por estas nominaciones. Los dos participantes con más votos (o más de dos, en caso de empate) iban al bloque de eliminación, donde el público los votaba la semana siguiente. Al final de la temporada, la duración del proceso de nominación se acortó a una semana.
Habiendo finalizado las nominaciones, se abría una votación al público a través de internet, en el que los espectadores decidían quién sería el participante expulsado de la casa. Este proceso continuó hasta haber tres finalistas, cuando se abrió otra votación al público para determinar el ganador. El programa, sin embargo, recibió índices de audiencia bajos y críticas negativas.

### Temporada 2 en adelante
Habiendo invertido millones en el formato, CBS renovó para una segunda temporada del programa y anunció varios cambios en el formato, poniendo más énfasis en la competencia y la estrategia, haciendo que sea más parecido a otro programa de CBS, Survivor.
En este nuevo formato, al comienzo de cada semana, los participantes compiten en tres tipos de competencias: la competencia del Líder de la Casa (Head of Household), la competencia Have-Not y la competencia del Poder del Veto (Power of Veto). En la competencia del Líder de la Casa, los participantes compiten por esta posición, que supone inmunidad por esa semana y el poder de nominar a dos participantes. Además, el Líder de la Casa disfruta de privilegios como su propio dormitorio y servicio de lavandería. Sin embargo, un participante no puede ser Líder de la Casa dos veces consecutivas, exceptuando la semana final u otras circunstancias especiales. 
La competencia del Poder del Veto fue introducida en la 3.ª temporada, y en esta los participantes compiten por el derecho de anular una de las nominaciones, forzando al Líder de la Casa a nominar a un tercer participante como reemplazo. En la 3.ª y la 4.ª temporada, todos los concursantes participaban de esta competencia. A partir de la 5.ª temporada, solo compiten el Líder de la Casa, los dos nominados y tres personas elegidas por ellos (una persona elegida por el Líder de la Casa y una persona por cada nominado). A partir de la 7.ª temporada, el sistema cambia nuevamente y, hasta la actualidad, en esta competencia participan el Líder de la Casa, los dos nominados y tres personas elegidas al azar.
En la competencia Have-Not, los participantes generalmente compiten en grupos. El grupo perdedor es castigado con ser un "Have-Not", debiendo tomar duchas frías, comer comida asquerosa y dormir en una habitación incómoda por el resto de la semana.
Al final de la semana, todos los participantes excepto el Líder de la Casa y los dos nominados van al confesionario (Diary Room) y emiten un voto para determinar cuál de los dos nominados debería ser expulsado. El participante con la mayoría de los votos es expulsado. En el evento de un empate, el Líder de la Casa emite un voto para romperlo. A diferencia de otras versiones de Big Brother, se les permite a los participantes hablar libremente sobre nominaciones, votos, y expulsiones. Una vez que todos los votos han sido emitidos, la presentadora, Julie Chen Moonves, les informa a los participantes del resultado de la votación y del participante eliminado, que tiene solo unos momentos para despedirse de los demás participantes, recoger sus pertenencias y retirarse de la casa.
En algunas semanas desde la 5.ª temporada se dan semanas de expulsiones dobles (denominadas "Double Eviction Week" o "Fast Forward Week"), en las que dos participantes son eliminados en el transcurso de una semana, o, desde la 7.ª temporada, estas expulsiones dobles se pueden dar en el transcurso de un programa en vivo ("Double Eviction Night"). En la 22.ª temporada, hubo una noche de triple eliminación ("Triple Eviction Night"). 
Aproximadamente en la mitad del juego, los participantes eliminados se convierten en miembros del jurado (Jury), que en el episodio final de cada temporada son los que deciden cuál de los dos finalistas es el ganador. A partir de la 4.ª temporada, los miembros del jurado viven en una casa aparte (Jury House) y no se les muestra sesiones de confesionario ni cualquier tipo de grabación que incluya estrategia o detalles sobre las nominaciones. Los miembros del jurado deben tomar la decisión de quién es el ganador basándose solamente en la información que puedan recabar desde el punto de vista de cada uno de ellos. 
En la 2.ª y la 3.ª temporada, todos los participantes eliminados (excepto los descalificados o los que abandonaron) eran miembros del jurado. A partir de la 4.ª temporada, el jurado se redujo en tamaño, y fue conformado por los siete participantes eliminados de manera más reciente (es decir, desde el 3.º al 9.º puesto).  A partir de la 15.ª temporada y hasta la actualidad, el jurado es conformado los nueve participantes eliminados de manera más reciente (es decir, desde el 3.º al 11.º puesto). Una vez que quedan solo dos participantes en competencia, los miembros del jurado votan para decidir el ganador poniendo llaves con el nombre del finalista en una ranura con su nombre. A los participantes que habrían sido miembros del jurado pero o fueron descalificados o abandonaron el juego no se les permite votar. El público vota para reemplazar ese voto faltante, como pasó en la 11.ª temporada.
Para que el programa siga siendo intrigante, cada temporada tiene un pequeño cambio en el formato (llamado twist). Muchas temporadas incluyen twists que permiten que participantes eliminados puedan reentrar a la casa, ya sea por voto del público o por competencia. En general, los participantes elegibles para volver a entrar a la casa siguen aislados del mundo exterior tras ser expulsados de la casa. Otros ejemplos de twists pueden ser la Caja de Pandora (Pandora's Box), una misteriosa caja que, de ser abierta, podría desatar consecuencias buenas o malas para la casa; el Diamond Power of Veto, un Poder del Veto que además de permitir anular una nominación, permite elegir el nominado reemplazante; o el twist de los gemelos, ocurrido en la 5.ª y la 17.ª temporada, en el que un par de gemelas juegan en la casa como si fueran una participante, una dentro de la casa y otra fuera, y se cambian de lugar periódicamente hasta que alcanzan cierto estadio del juego y se les permite jugar a las dos.

#### America's Favorite HouseGuest
A partir de la 7.ª temporada (exceptuando la 8.ª), los espectadores pueden enviar votos para elegir a su participante favorito, que recibe un premio de 25 000 dólares. El resultado se anuncia en el episodio final de cada temporada. 

## Emisión
Desde su estreno en los Estados Unidos, Big Brother ha sido emitido en CBS. El programa también se transmite en Canadá a través de Global. La primera temporada presentó seis episodios por semana; todas las demás tuvieron tres episodios por semana. De estos tres episodios semanales, el episodio de expulsión es el único que es en directo, y es el único en el que Julie Chen Moonves actúa como presentadora. Este episodio en directo generalmente se emite los jueves. Hasta la fecha, se han emitido 855 episodios.

### Retransmisión en vivo por internet
Uno de los aspectos principales del programa son las transmisiones en vivo, en las que los espectadores pueden ver dentro de la casa en cualquier momento. Las transmisiones en vivo han sido parte del programa desde su comienzo, inicialmente ofrecido como un servicio gratuito en la primera temporada, y desde la segunda temporada como un servicio de subscripción. Desde 2016, las transmisiones en vivo se encuentran en CBS All Access (conocido como Paramount+ desde marzo de 2021). Aunque se publicita que las transmisiones están disponibles en cualquier momento, estas se interrumpen durante las competencias y las ceremonias de nominación y del Poder del Veto, para dar suspenso. Por razones legales, cualquier contenido difamatorio o música protegida por derechos de autor también causa una interrupción en el servicio de transmisiones en vivo. En 2023, las transmisiones en vivo se agregaron a Pluto TV, lo que marca la primera vez que se ofrecen de forma gratuita desde la primera temporada.

## Temporadas
| Temporada | Temporada      | Episodios       | Episodios       | Emisión original         | Emisión original         | Emisión original | Días | Participantes | Ganador                 | Finalista           | Favorito del público | Voto final       | Espectadores promedio (millones) |
| Temporada | Temporada      | Episodios       | Episodios       | Primera emisión          | Última emisión           | Cadena           | Días | Participantes | Ganador                 | Finalista           | Favorito del público | Voto final       | Espectadores promedio (millones) |
| --------- | -------------- | --------------- | --------------- | ------------------------ | ------------------------ | ---------------- | ---- | ------------- | ----------------------- | ------------------- | -------------------- | ---------------- | -------------------------------- |
|           | 1              | 70              | 70              | 5 de julio de 2000       | 29 de septiembre de 2000 | CBS              | 88   | 10            | Eddie McGee             | Josh Souza          | N/A                  | 59–27–14%        | 9.01                             |
|           | 2              | 30              | 30              | 5 de julio de 2001       | 20 de septiembre de 2001 | CBS              | 82   | 12            | Will Kirby              | Nicole Schaffrich   | N/A                  | 5–2              | 7.90                             |
|           | 3              | 33              | 33              | 10 de julio de 2002      | 25 de septiembre de 2002 | CBS              | 82   | 12            | Lisa Donahue            | Danielle Reyes      | N/A                  | 9–1              | 8.70                             |
|           | 4              | 33              | 33              | 8 de julio de 2003       | 24 de septiembre de 2003 | CBS              | 82   | 13            | Jun Song                | Alison Irwin        | N/A                  | 6–1              | 8.80                             |
|           | 5              | 31              | 31              | 6 de julio de 2004       | 21 de septiembre de 2004 | CBS              | 82   | 14            | Drew Daniel             | Michael Ellis       | N/A                  | 4–3              | 8.30                             |
|           | 6              | 30              | 30              | 7 de julio de 2005       | 20 de septiembre de 2005 | CBS              | 80   | 14            | Maggie Ausburn          | Ivette Corredero    | N/A                  | 4–3              | 7.24                             |
|           | 7              | 28              | 28              | 6 de julio de 2006       | 12 de septiembre de 2006 | CBS              | 72   | 14            | Mike "Boogie" Malin     | Erika Landin        | Janelle Pierzina     | 6–1              | 7.56                             |
|           | 8              | 33              | 33              | 5 de julio de 2007       | 18 de septiembre de 2007 | CBS              | 81   | 14            | Dick Donato             | Daniele Donato      | N/A                  | 5–2              | 7.52                             |
|           | 9              | 33              | 33              | 12 de febrero de 2008    | 27 de abril de 2008      | CBS              | 81   | 16            | Adam Jasinski           | Ryan Quicksall      | James Zinkand        | 6–1              | 6.56                             |
|           | 10             | 29              | 29              | 13 de julio de 2008      | 16 de septiembre de 2008 | CBS              | 71   | 13            | Dan Gheesling           | Memphis Garrett     | Keesha Smith         | 7–0              | 6.72                             |
|           | 11             | 30              | 30              | 9 de julio de 2009       | 15 de septiembre de 2009 | CBS              | 73   | 13            | Jordan Lloyd            | Natalie Martínez    | Jeff Schroeder       | 5–2              | 7.19                             |
|           | 12             | 30              | 30              | 8 de julio de 2010       | 15 de septiembre de 2010 | CBS              | 75   | 13            | Hayden Moss             | Lane Elenburg       | Britney Haynes       | 4–3              | 7.76                             |
|           | 13             | 29              | 29              | 7 de julio de 2011       | 14 de septiembre de 2011 | CBS              | 75   | 14            | Rachel Reilly           | Porsche Briggs      | Jeff Schroeder       | 4–3              | 7.95                             |
|           | 14             | 30              | 30              | 12 de julio de 2012      | 19 de septiembre de 2012 | CBS              | 75   | 16            | Ian Terry               | Dan Gheesling       | Frank Eudy           | 6–1              | 6.79                             |
|           | 15             | 36              | 36              | 26 de junio de 2013      | 18 de septiembre de 2013 | CBS              | 90   | 16            | Andy Herren             | GinaMarie Zimmerman | Elissa Slater        | 7–2              | 6.47                             |
|           | 16             | 40              | 40              | 25 de junio de 2014      | 24 de septiembre de 2014 | CBS              | 97   | 16            | Derrick Levasseur       | Cody Calafiore      | Donny Thompson       | 7–2              | 6.41                             |
|           | 17             | 40              | 40              | 24 de junio de 2015      | 23 de septiembre de 2015 | CBS              | 98   | 17            | Steve Moses             | Liz Nolan           | James Huling         | 6–3              | 6.18                             |
|           | 18             | 42              | 42              | 22 de junio de 2016      | 21 de septiembre de 2016 | CBS              | 99   | 16            | Nicole Franzel          | Paul Abrahamian     | Víctor Arroyo        | 5–4              | 5.78                             |
|           | OTT            | 10              | 10              | 28 de septiembre de 2016 | 1 de diciembre de 2016   | CBS All Access   | 65   | 13            | Morgan Willett          | Jason Roy           | N/A                  | [ n 5 ]          | N/A                              |
|           | 19             | 39              | 39              | 28 de junio de 2017      | 20 de septiembre de 2017 | CBS              | 92   | 17            | Josh Martínez           | Paul Abrahamian     | Cody Nickson         | 5–4              | 6.06                             |
|           | 20             | 40              | 40              | 27 de junio de 2018      | 26 de septiembre de 2018 | CBS              | 99   | 16            | Kaycee Clark            | Tyler Crispen       | Tyler Crispen        | 5–4              | 5.41                             |
|           | 21             | 40              | 40              | 25 de junio de 2019      | 25 de septiembre de 2019 | CBS              | 99   | 16            | Jackson Michie          | Holly Allen         | Nicole Anthony       | 6–3              | 4.38                             |
|           | 22             | 37              | 37              | 5 de agosto de 2020      | 28 de octubre de 2020    | CBS              | 85   | 16            | Cody Calafiore          | Enzo Palumbo        | Da'Vonne Rogers      | 9–0              | 3.97                             |
|           | 23             | 37              | 37              | 7 de julio de 2021       | 29 de septiembre de 2021 | CBS              | 85   | 16            | Xavier Prather          | Derek Frazier       | Tiffany Mitchell     | 9–0              | 3.72                             |
|           | 24             | 35              | 35              | 6 de julio de 2022       | 25 de septiembre de 2022 | CBS              | 82   | 16            | Taylor Hale             | Monte Taylor        | Taylor Hale          | 8–1              | 3.66                             |
|           | 25             | 42              | 42              | 2 de agosto de 2023      | 9 de noviembre de 2023   | CBS              | 100  | 17            | Jagateshwar "Jag" Bains | Matt Klotz          | Cameron Hardin       | 5–2              | 3.04                             |
|           | Reindeer Games | 6               | 6               | 11 de diciembre de 2023  | 21 de diciembre de 2023  | CBS              | 6    | 9             | Nicole Franzel          | Taylor Hale         | N/A                  | N/A              | 1.88                             |
|           | 26             | 39              | 39              | 17 de julio de 2024      | 13 de octubre de 2024    | CBS              | 90   | 16            | Chelsie Baham           | Makensy Manbeck     | Tucker Des Lauriers  | 7-0              | 2.79                             |
|           | 27             | Por confirmarse | Por confirmarse | 10 de julio de 2025      | 28 de septiembre de 2025 | CBS              | 83   | 17            | Por determinarse        | Por determinarse    | Por determinarse     | Por determinarse | Por determinarse                 |

1. ↑  Por la primera temporada y Over The Top, el público votó para determinar el ganador entre tres finalistas. Los porcentajes de los votos no fueron revelados en Over The Top.
2. 1 2  También conocido como Big Brother: All Stars.
3. ↑  También conocido como Big Brother: Til Death Do You Part.
4. ↑  Aunque técnicamente tiene 11 episodios, los dos episodios entre el episodio 5 y el episodio 7 fueron oficialmente numerados 6.1 y 6.2, haciendo que el número oficial de episodios sea 10.
5. ↑  Voto del público.

## Programas complementarios
De 2004 a 2008, Big Brother emitió la serie web complementaria House Calls: The Big Brother Talk Show. La serie, que duró treinta minutos y se emitió entre semana por la noche, permitió a los fanáticos darle un vistazo y discutir los eventos del juego. House Calls fue el primer programa de entrevistas en vivo por Internet producido exclusivamente para una cadena de televisión. Durante sus dos primeras temporadas, House Calls fue presentado por Gretchen Massey y la invitada de la tercera temporada, Marcellas Reynolds. A partir de la tercera temporada del programa, distintos coanfitriones aparecieron en la serie cada día. Durante la quinta y sexta temporada, a cada coanfitrión se le asignó un día designado de la semana para presentar junto a Gretchen. Tras la sexta temporada de House Calls, se confirmó que el programa no sería renovado.
Big Brother: After Dark debutó en 2007 y se transmitió todas las noches en Showtime 2 de 12:00 a. m. a 3:00 a. m., hora del Este. En 2013 se trasladó a TVGN (ahora Pop), donde permaneció hasta 2019. El exinvitado Jeff Schroeder comenzó a presentar el programa de debate en línea Big Brother: Live Chat en 2012, donde entrevistaba a los invitados antes de entrar en la casa y después de su desalojo. También realizó entrevistas en el patio trasero con el elenco tras la final. El 10 de agosto de 2017, Schroeder anunció que se mudaría a Colorado y que ya no podría realizar las entrevistas.
Para la temporada 20, Live Chat fue reemplazado por Off the Block with Ross and Marissa. Presentado por Marissa Jaret Winokur y Ross Mathews, antiguos invitados de Celebrity Big Brother, el programa se emitió los viernes en Facebook tras el desalojo en vivo.
Para la temporada 27, CBS anunció Big Brother: Unlocked. Transmitido quincenalmente por CBS, Unlocked presenta un panel de tres antiguos huéspedes y material adicional no incluido en la emisión regular de Big Brother.